# Solpugema brachyceras
Solpugema brachyceras är en spindeldjursart som först beskrevs av Lawrence 1931.  Solpugema brachyceras ingår i släktet Solpugema och familjen Solpugidae. Inga underarter finns listade i Catalogue of Life.